# Friedrich Eickhoff

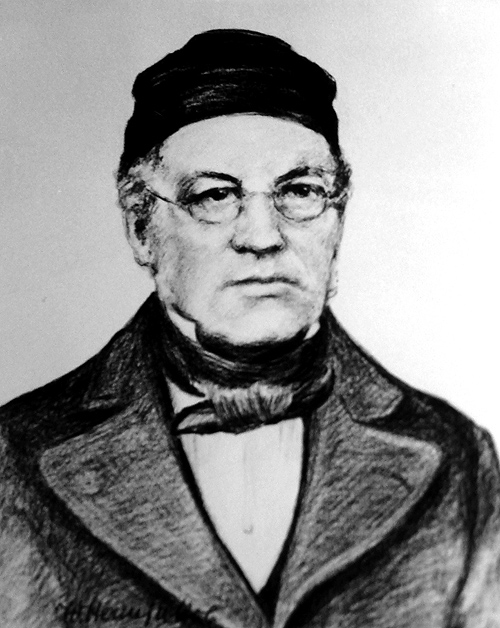
Friedrich Hermann Eickhoff

Friedrich Hermann Eickhoff, irrtümlich auch Friedrich Heinrich Eickhoff (* 1807 in Soest; † 1886 in Gütersloh) war ein deutscher Lehrer, Organist und Liedbearbeiter. Bis heute bekannt ist er durch die Lieder Geh aus, mein Herz, und suche Freud und Ihr Kinderlein, kommet, die er durch Kombination geistlicher Texte (von Paul Gerhardt bzw. Christoph von Schmid) mit Frühlingsmelodien von August Harder bzw. Johann Abraham Peter Schulz schuf.
Eickhoff erhielt seine Ausbildung am Lehrerseminar in Soest. 1829 kam er als Lehrer nach Gütersloh. Dort unterrichtete er an der evangelischen Mädchen-Volksschule in der Kirchstraße; später wurde er deren Rektor. In dieser Eigenschaft leitete er den Umzug der Schule in das neue Schulgebäude an der Kökerstraße 1859 sowie die Zusammenlegung der drei evangelischen Volksschulen zur Bürgerschule 1868. 1879 wurde er pensioniert.
Neben seiner pädagogischen Tätigkeit war Eickhoff Organist der evangelischen Gemeinde an der Apostelkirche, wohin zwei Jahre vor ihm Johann Heinrich Volkening als Pfarrer gekommen war (bis 1838). Durch Volkening wurde Gütersloh ein Zentrum der Minden-Ravensberger lutherischen Erweckungsbewegung.
Eickhoffs Bemühen um volkstümliche christliche Lieder war sowohl aus seinem Lehrerberuf wie aus seinem Organistendienst erwachsen. Durch das Singen stimmungsvoller Texte zu eingängigen Melodien sollten Bilder und Botschaft des Evangeliums den Kindern und Familien eingeprägt werden.
1835 gründete Carl Bertelsmann am Kirchplatz in Gütersloh sein Verlagshaus. Zu den ersten Verkaufserfolgen gehörte die christliche Liedersammlung Theomele [gr.-lat. „Gotteslieder“], herausgegeben von Friedrich Eickhoff mit den von ihm gesammelten oder durch Kombination geschaffenen Liedern. Etwa um diese Zeit heiratete Eickhoff Bertelsmanns Tochter Anna Friederike. Das Paar hatte vier Kinder, drei davon wurden wie Eickhoff Lehrer.
Ihren eigentlichen Durchbruch erfuhren Eickhoffs Lieder durch Johann Heinrich Volkenings Liederbuch Kleine Missionsharfe. Es erschien 1852 bei Bertelsmann und erlebte 82 Auflagen mit mehr als zwei Millionen Exemplaren.
1873 gründete Friedrich Eickhoff den Historischen Verein in Gütersloh mit, den Vorläufer des heutigen Gütersloher Heimatvereins. In Gütersloh erhielt zu Eickhoffs 50. Todestag 1936 die Eickhoffstraße ihren Namen, die allerdings nicht nach Friedrich Hermann Eickhoff, sondern nach seinen Söhnen Prof. Hermann Eickhoff (1853–1934) und Prof. Paul Eickhoff (1850–1931) benannt ist. Beide veröffentlichten zahlreiche Werke zur Heimatgeschichte.

## Veröffentlichungen (Auswahl)
- (als Hrsg.:) Hauschoralbuch. Alte und neue Choralgesänge mit vierstimmigen Harmonien und mit Texten, Gütersloh 1844.